# Pintéus
Pintéus é uma aldeia da antiga freguesia de Santo Antão do Tojal, atual freguesia de Santo Antão e São Julião do Tojal, no Município de Loures, Portugal.

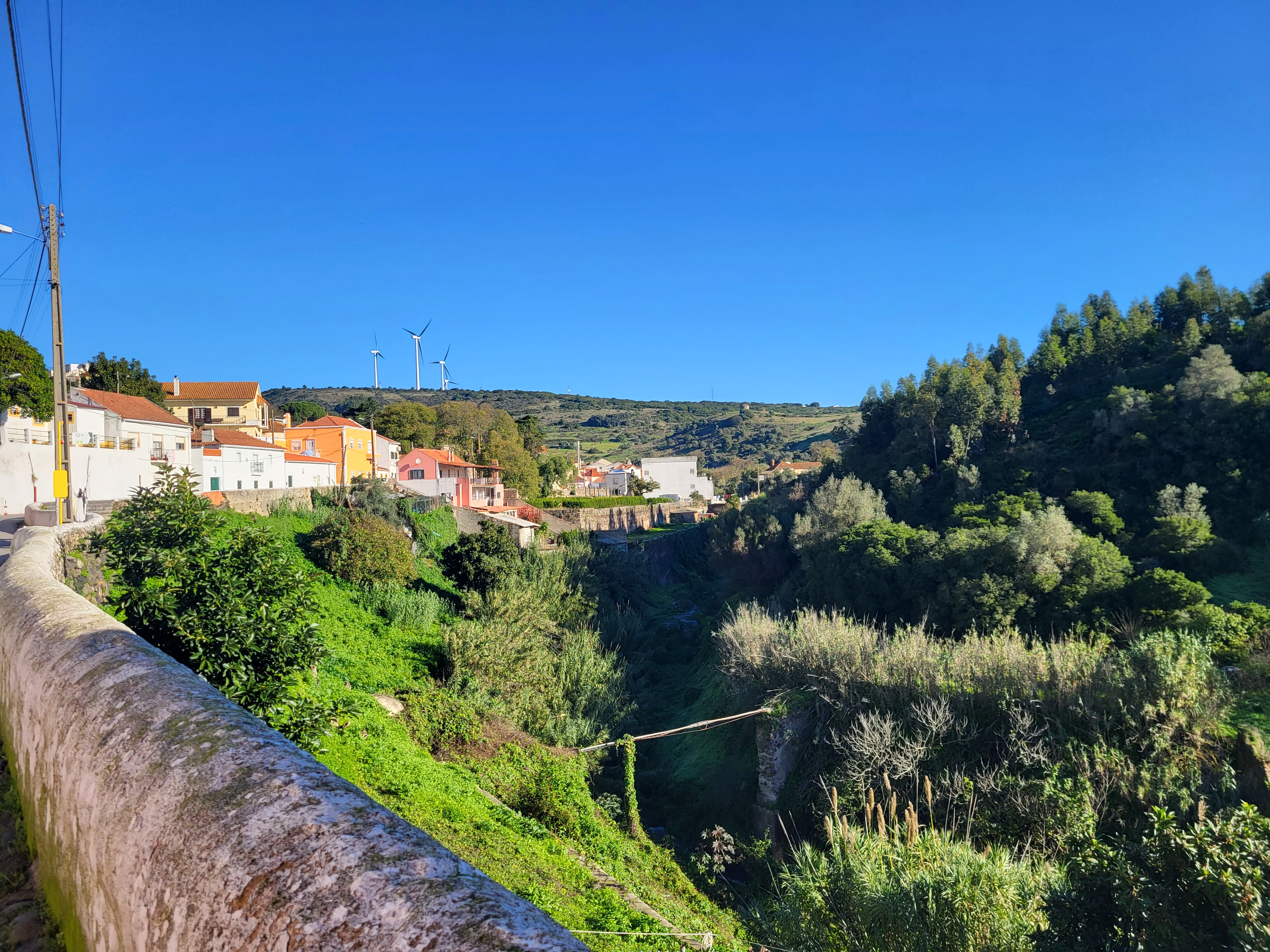
Vista de encosta para vale onde corre o Rio de Fanhões, Pintéus

## Património
- Palácio de Pintéus,[1] recentemente recuperado por João Ferreira-Rosa.[2].